# Astragalus simpsonii
Astragalus simpsonii är en ärtväxtart som beskrevs av E.Peter. Astragalus simpsonii ingår i släktet vedlar, och familjen ärtväxter. Inga underarter finns listade i Catalogue of Life.